# Roodteugelkrombek
De roodteugelkrombek (Sylvietta whytii) is een zangvogel uit de familie Macrosphenidae. Deze vogel is genoemd naar de Schotse natuuronderzoeker Alexander Whyte (1834-1908).

## Kenmerken
De vogel is gemiddeld 9 cm lang en weegt 8 tot 12,5 gram. Het is een relatief klein vogeltje met een opvallend kort staartje. De vogel is van boven egaal lichtgrijs en van onder roodbruin, naar de buik toe lichter. De iris is roodbruin, de snavel is van boven donkergrijs en van onder hoornkleurig van kleur; de poten zijn vleeskleurig tot roze.

## Verspreiding en leefgebied
Deze soort komt voor in oostelijk en zuidoostelijk Afrika en telt vier ondersoorten:
- S. w. loringi: zuidoostelijk Soedan, zuidwestelijk Ethiopië, noordoostelijk Oeganda en noordwestelijk Kenia.
- S. w. jacksoni: van oostelijk Oeganda en centraal Kenia tot centraal Tanzania.
- S. w. minima: zuidoostelijk Kenia en noordoostelijk Tanzania.
- S. w. whytii: zuidelijk Tanzania, zuidelijk Malawi, Mozambique en Zimbabwe.

Het leefgebied bestaat uit droge bossen, bossavanne met doornig struikgewas (Acacia). In het zuiden van Oost-Afrika komt de vogel in wat meer vochtig gebied voor, bijvoorbeeld in bos langs rivieren en in secundair bos, meestal tussen de 1000 en 2000 m boven de zeespiegel.

## Status
De grootte van de wereldpopulatie is niet gekwantificeerd. De vogel is nog redelijk algemeen, maar men veronderstelt dat de soort in aantal achteruitgaat, maar niet in een verontrustend tempo. Om deze redenen staat de roodteugelkrombek als niet bedreigd op de Rode Lijst van de IUCN.